# Udruženje Janjevo (Sofija)
Udruženje Janjevo (Sofija) je kulturno prosvjetno društvo Hrvata u Bugarskoj (bug. ?) hrvatsko prosvjetno-kulturno društvo Hrvata u Bugarskoj. Djeluje u Sofiji. Postoji od 18. lipnja 2005. godine kad je Udruga Janjevo registrirana je kao Kulturno-prosvjetno društvo Hrvata u Bugarskoj.
Zadaća mu je okupljati tamošnje Hrvate, učiti ih hrvatskom jeziku i povezivati s Hrvatskom. 
Ovo društvo ima oko 45 članova. Osnovne su mu djelatnosti organiziranje tečava hrvatskog jezika, izdavanje biltena, organizacija različitih proslava te različitih kulturnih i prosvjetnih programa.
Društvo izdaje list Hrvatsku riječ. Društvo ima jednu prostoriju koju su prije upotrebljavali kao ured u staroj upravnoj zgradi crkve sv. Josipa.
Predsjednica društva je Hristinka Jankova.